# Naughty Dog
Naughty Dog (anteriormente conocido como JAM Software, Inc.), es una empresa desarrolladora de videojuegos estadounidense fundada por Andy Gavin y Jason Rubin en 1984 en Santa Mónica, California, conocida principalmente por ser la creadora de exitosas sagas, como Crash Bandicoot para PlayStation, Jak and Daxter para PlayStation 2, Uncharted para PlayStation 3, así como los juegos The Last of Us y The Last of Us Part II. Con sede en Santa Mónica, California, Jason Rubin es un contratista independiente de la empresa, desde su fundación la empresa fue comprada por Sony Interactive Entertainment en 2001.

## Historia
Gavin y Rubin han producido una gran cantidad de juegos destacados, como Rings of Power para la consola Sega Genesis y Way of the Warrior para la 3DO. Este último fue creado con un bajo presupuesto, pero su realización fue posible gracias a un ofrecimiento de Universal Interactive Studios (ahora Vivendi) para firmar un contrato de tres años y así financiar la expansión de la empresa. Mark Cerny, el hombre que produjo Sonic the Hedgehog 2 para Sega, convenció a la empresa de centrar los recursos obtenidos en la creación de una plataforma basada en el carácter de juego de Sonic the Hedgehog 2 para así aprovechar al máximo el potencial 3D de las nuevas consolas.
Finalmente, esto condujo al lanzamiento del juego Crash Bandicoot para la PlayStation el 31 de agosto de 1996. En los años siguientes Naughty Dog lanzó tres secuelas de Crash Bandicoot. En enero de 2001, Sony anunció la compra de Naughty Dog.
Después de la cuarta entrega de Crash Bandicoot (Crash Team Racing), la empresa comenzó a trabajar en la saga Jak & Daxter para PlayStation 2.
La serie de Jak & Daxter fue creada en base al lenguaje de programación creado por Andy Gavin llamado GOAL (Game Oriented Assembly Lisp). Esto fue posible gracias al conocimiento de Andy sobre Lisp adquirido en el MIT Artificial Intelligence Laboratory. GOAL fue basado en el Allegro Common Lisp de Franz, Inc.
En 2004, el presidente y cofundador de Naughty Dog, Jason Rubin, deja la empresa  para participar en un nuevo proyecto llamado Iron and the Maiden.
Además, la sede de Naughty Dog es sede del ICE Team, el cual forma parte del grupo de desarrollo de Sony a nivel mundial. (enlace roto disponible en Internet Archive; véase el historial, la primera versión y la última).

## Inicios
Naughty Dog, fundada originalmente como JAM en 1986 por los adolescentes Gavin y Rubin, comenzó su carrera con juegos para la serie Apple II. Sus primeros éxitos incluyeron "Ski Crazed" y "Dream Zone". En 1989, lanzaron "Keef the Thief" antes de cambiar su nombre a Naughty Dog. En los años 90, la compañía se trasladó a desarrollar para plataformas como Sega Genesis, 3DO y finalmente PlayStation, donde ganaron fama y reconocimiento. Desde entonces, han sido conocidos por crear juegos aclamados como la serie "Uncharted" y "The Last of Us".

## Empresas asociadas

### Insomniac Games
Desde que Naughty Dog e Insomniac tuvieron sus sedes en el edificio de Universal Interactive Studios, ambas empresas han tenido una relación muy estrecha. El productor Mark Cerny trabajó (e influyó) en ambas empresas. Debido a esto, los juegos que han desarrollado son de estilos muy parecidos. Un ejemplo de ello es que en 1990 la serie Crash Bandicoot de Naughty Dog y la serie Spyro the Dragon de Insomniac compitieron en la consola PlayStation de Sony como juegos en tercera persona con detalles ficticios. Con el lanzamiento de la PlayStation 2, las licencias de ambas sagas fueron vendidas a Vivendi Universal (ahora Vivendi) y actualmente, ambas sagas pertenecen a la empresa Third party Activision, pero ambas empresas siguieron desarrollando juegos en una amistosa rivalidad con la creación de dos nuevas sagas (Jak and Daxter y Ratchet & Clank, respectivamente).
Ambas sagas tienen características muy similares: ambos se centran en una historia con dos protagonistas, tienen un notorio tono humorístico, así como una gran historia y la aventura, que suceden en mundos fantásticos. Las similitudes también están en el plan técnico, ya que el juego Ratchet and Clank utilizaba detalles de juego de Jak and Daxter (pese a que los motores gráficos son diferentes, así como el lenguaje de programación). La buena relación entre ambas empresas hizo que los desarrolladores de ambos juegos hicieran bromas y referencias del otro en sus juegos. Esto hace que sea gracioso que estos personajes sean rivales en PlayStation All-Stars Battle Royale
Luego del lanzamiento de la PlayStation 3, ambas empresas se enfocaron en mejorar la estética de los juegos basándose en mejores plataformas gráficas, dando origen a Uncharted: Drake's Fortune (Naughty Dog) y al shooter de ciencia ficción en primera persona Resistance: Fall of Man (Insomniac) (Ambos Protagonistas se llaman Nathan)(Ambos fueron nombrados Juego del Año de PlayStation 3 Por IGN: Resistance: Fall of Man(2006) y Uncharted: Drake´s Fortune(2007))(Ambas Empresas también crearon las secuelas de estos, las cuales eran Resistance 2 y Uncharted 2: Among Thieves).
Ambas empresas han negado la posibilidad de realizar un videojuego en conjunto, pese a los múltiples cameos de personajes entre ambas sagas (Crash Bandicoot y Spyro the Dragon).

### Ready At Dawn
En 2003, Didier Malenfant, miembro de Naughty Dog, decide dejar la empresa para crear Ready At Dawn en colaboración con varios extrabajadores de Blizzard Entertainment. El primer trabajo de esta empresa fue Daxter para PSP, con el permiso respectivo de Naughty Dog.
En enero de 2008, la empresa lanzó una nueva secuela de la saga God of War llamada God of War: Chains of Olympus.

### Otras empresas
En los créditos de Uncharted: Drake's Fortune se nombra a SCE Studios Santa Monica, Guerrilla Games, Sucker Punch Productions, Media Molecule, Zipper Interactive y a Incognito Games agradeciendo por su cooperación en la creación del juego. Insomniac también ha afirmado que los desarrolladores de Sony han comenzado a prestar apoyo tecnológico e ideas a la empresa.

## Juegos
Como JAM Software
| Nombre        | Lanzamiento | Plataforma |
| ------------- | ----------- | ---------- |
| Zone of Crash | 1984        | Apple II   |
| Math Jam      | 1985        | Apple II   |
| Ski Crazed    | 1986        | Apple II   |
| Dream Zone    | 1988        | Apple IIGS |

Como Naughty Dog
| Nombre                                  | Lanzamiento | Plataforma       |
| --------------------------------------- | ----------- | ---------------- |
| Keef the Thief                          | 1989        | Apple IIGS       |
| Rings of Power                          | 1991        | Sega Genesis     |
| Way of the Warrior                      | 1994        | 3DO              |
| Crash Bandicoot                         | 1996        | PlayStation      |
| Crash Bandicoot 2: Cortex Strikes Back  | 1997        | PlayStation      |
| Crash Bandicoot 3: Warped               | 1998        | PlayStation      |
| Crash Team Racing                       | 1999        | PlayStation      |
| Jak and Daxter: The Precursor Legacy    | 2001        | PlayStation 2    |
| Jak II                                  | 2003        | PlayStation 2    |
| Jak 3                                   | 2004        | PlayStation 2    |
| Jak X: Combat Racing                    | 2005        | PlayStation 2    |
| Uncharted: Drake's Fortune              | 2007        | PlayStation 3    |
| Uncharted 2: Among Thieves              | 2009        | PlayStation 3    |
| Uncharted 3: Drake's Deception          | 2011        | PlayStation 3    |
| The Last of Us                          | 2013        | PlayStation 3    |
| The Last of Us Remastered               | 2014        | PlayStation 4    |
| Uncharted: The Nathan Drake Collection  | 2015        | PlayStation 4    |
| Uncharted 4: A Thief's End              | 2016        | PlayStation 4    |
| Uncharted: The Lost Legacy              | 2017        | PlayStation 4    |
| The Last of Us Part II                  | 2020        | PlayStation 4    |
| Uncharted: Legacy of Thieves Collection | 2022        | PlayStation 5 PC |
| The Last of Us Part I                   | 2022        | PlayStation 5 PC |